# Bassareus clathratus
Bassareus clathratus är en skalbaggsart som först beskrevs av F. E. Melsheimer 1847.  Bassareus clathratus ingår i släktet Bassareus och familjen bladbaggar. Inga underarter finns listade i Catalogue of Life.